# Radya Yeroshina
Radya Yeroshina (née le 17 septembre 1930 - morte le 23 septembre 2012) est une ancienne fondeuse soviétique.

## Jeux olympiques
- Jeux olympiques d'hiver de 1956 à Cortina d'Ampezzo 
  -  Médaille d'argent sur 10 km.
  -  Médaille d'argent en relais 3 × 5 km.
- Jeux olympiques d'hiver de 1960 à Squaw Valley 
  -  Médaille d'argent en relais 3 × 5 km.
  -  Médaille de bronze sur 10 km.

## Championnats du monde
- Championnats du monde de ski nordique 1958 à Lahti 
  -  Médaille d'or en relais 3 × 5 km.
- Championnats du monde de ski nordique 1962 à Zakopane 
  -  Médaille de bronze sur 10 km.